# Adriano Cristofali
Adriano Cristofali (Verona, 25 de marzo de 1718 –1788) arquitecto e ingeniero italiano, alumno de Alessandro Pompei.
Su padre era jardinero y pudo estudiar matemáticas y diseño arquitectónico gracias a la ayuda del marqués Scipione Maffei.
Lo recularon como ingeniero militar en un regimiento de la República de Venecia y luego pasó un tiempo en Roma. De vuelta a Verona inició una prolífica actividad ingenieril al servicio de la ciudad, y más tarde del estado. Entre sus actividades, cabe destacar obras hidráulicas, edificaciones y restauraciones de edificios tanto civiles como religiosos, entre ellos la Villa Mosconi Bertani.

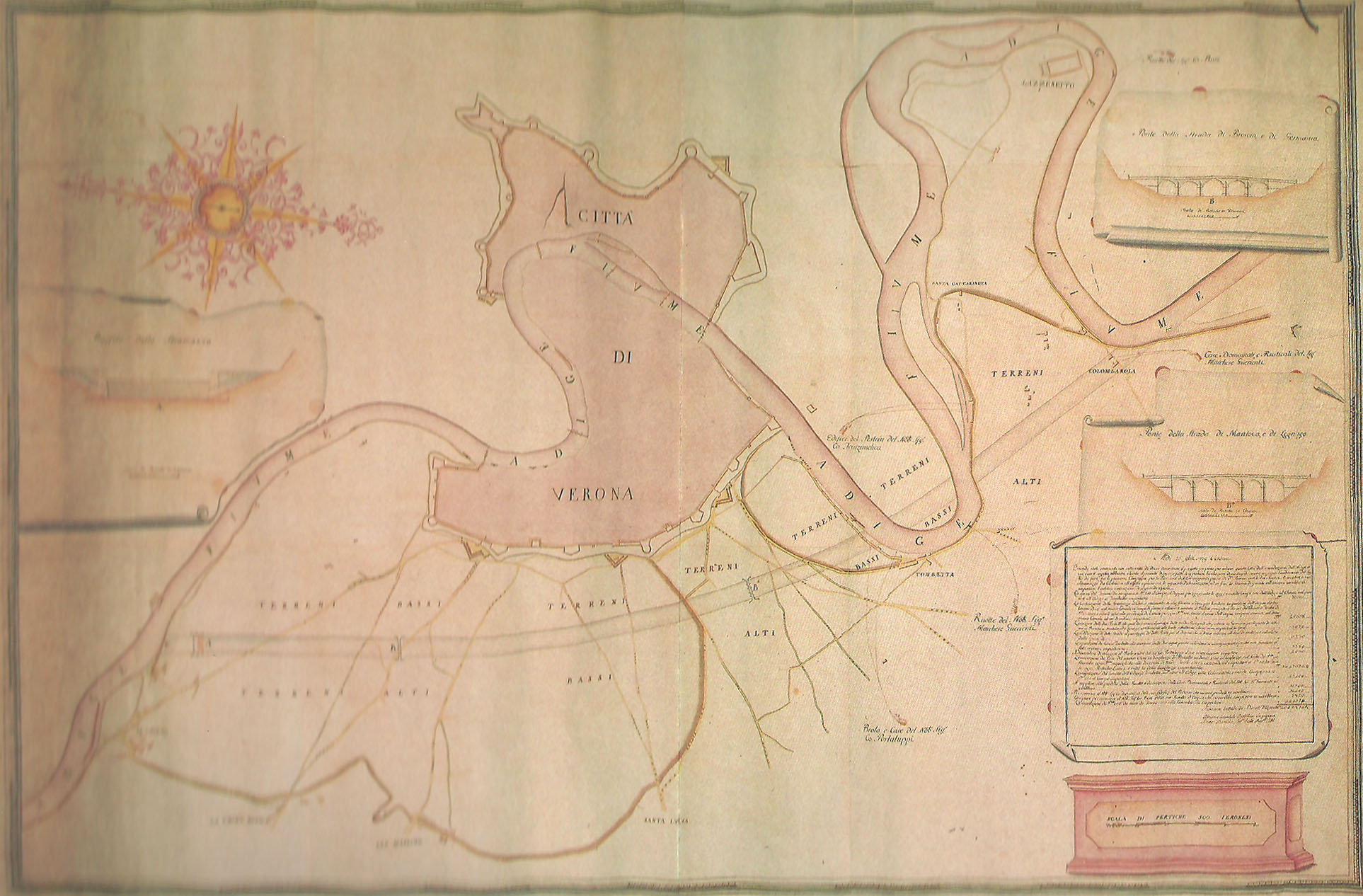
Mapa, 1776, Verona, proyecto de canal artificial.